# Fatgums
Eric Strand (nacido el 28 de septiembre de 1980 en San Francisco, California), conocido como Fatgums, es un productor discográfico, DJ de hip hop y propietario/presidente de un sello discográfico independiente. Es mejor conocido por su trabajo con el rapero Bambu del grupo de rap Native Guns. El sello discográfico independiente de Fatgums, Beatrock Music, se fundó en 2009 en colaboración con la empresa de ropa Beatrock, con sede en Long Beach.

## Inicios
Fatgums comenzó su carrera musical en 1993 como DJ/tocadiscos en el Área de la Bahía de San Francisco. En 1999, se mudó a Los Ángeles para asistir a la universidad en UCLA. Comenzó su carrera profesional en producción de hip hop después de graduarse en 2004.

## Proyectos recientes y actuales
En abril de 2009, Fatgums y Bambu lanzaron el EP aclamado por la crítica, Beatrock Presents: Fatgums x Bambu ...A Peaceful Riot .... La química musical entre Fatgums y Bambu se ha comparado con la de 9th Wonder y Murs. Bookends (producido por Fatgums y Gammaray) de Novelists (Ajax y Randall Park, también conocido como Randruff), fue su primer trabajo de producción de larga duración.

## Discografía
Artículo principal: Discografía de producción de Fatgums

### Mixtapes
- 2000: ¡¡OHHSSH!! por Fatgums y Gammaray

### Álbumes
- 2008: Bookends (producido por Fatgums y Gammaray) de novelistas
- 2008: The Appetizer de The CounterParts
- 2009: Beatrock Presents: Fatgums X Bambu ...A Peaceful Riot... por Fatgums x Bambu
- 2009: El LP CounterParts de The CounterParts
- 2010: Remittances por Power Struggle
- 2010: Gumstrumentals Volumen I de Fatgums

### Producción destacada

#### 2005
- El Comité - "Luchas" ( El Comité EP )

#### 2008
- Bambu - "Make Change" (...Exact Change...)
- Bambu - "Seven Months" (...Exact Change...)
- Bambu - "Exact Change" (...Exact Change...)
- Bambu - "Iron Bam" (...Exact Change...)
- ReVision - "Forward Progress ft. DJ Krissfader" (Forward Progress Mixtape)
- ReVision - "Daily Grind ft. C-Los" (Forward Progress Mixtape)

#### 2009
- Geologic (de Blue Scholars), Kiwi & Bambu (de Native Guns) - "Divide & Conquer" (A Song For Ourselves Mixtape por DJ Phatrick)

#### 2010
- Rocky Rivera - "The Rundown" (Rocky Rivera)
- Bambu - "The Queen Is Dead" (...Paper Cuts...)

#### 2011
- Bambu - "Jonah's Lament" (...exact change... Reloaded)
- Dregs One - "Think About It" (The Wake Up Call Mixtape)
- Prometheus Brown and Bambu - "Lookin Up" (Prometheus Brown and Bambu Walk Into A Bar)
- Otayo Dubb - "Jerry McGuire" (Cold Piece of Work)
- Otayo Dubb - "A Lil' More (feat. Bambu)" (Cold Piece of Work)

#### 2012
- Bwan - "Infinite" (Living Room)
- Bwan - "Grindstone" (Living Room)
- Bwan - "Lyricists (feat. Akil)" (Living Room)

#### 2013
- Patience - "City Love" (Broken Hourglass)
- Bambu - "Sun In A Million" (Sun Of A Gun)
- Rocky Rivera - "Air Mail" (Gangster of Love)

#### 2014
- Power Struggle - "A Round For My Friends" (In Your Hands)
- Power Struggle - "Live That Life" (In Your Hands)
- Power Struggle - "Falling From The Sky" (In Your Hands)

#### 2015
- Rocky Rivera - "Godsteppin" (Nom de Guerre)
- Rocky Rivera - "Turn You" (Nom de Guerre)

### Reseñas de álbumes
- Taylor, Patrick "Power Struggle :: Remittances", RapReviews.com
- Kiwi "POWER STRUGGLE – “REMITTANCES” (A REVIEW)", The Deconstruction of Kiwi Illafonte
- Taylor, Patrick "The CounterParts LP", RapReviews.com
- Taylor, Patrick "Fatgums X Bambu: A Peaceful Riot Going On", RapReviews.com
- The Mixshow Commander "Fatgums/Bambu: A Peaceful Riot", The Slap Report
- Ryan, Gabe, & Robins, Freesia. "OHHSSH!! DJ's Release First Mixtape!", The Guardsman